# باول برنارد فوغل
باول برنارد فوغل هو صناعي سويسري، ولد في 1899، وتوفي في 1972.